# Bénya-Peulh
Ne doit pas être confondu avec Bénya-Kipala.
Bénya-Peulh est une localité située dans le département de Zabré de la province du Boulgou dans la région Centre-Est au Burkina Faso.

## Démographie
| 2003 | 2006 | 2012 |
| ---- | ---- | ---- |
| 369  | 212  | -    |

En 2006, sur les 212 habitants du village – regroupés en 37 ménages – 49,6 % étaient des femmes, près 54,2 % avaient moins de 14 ans, 44,8 % entre 15 et 64 ans et environ 1 % plus de 65 ans.

## Santé et éducation
Le centre de soins le plus proche de Bénya-Peulh est le centre médical avec antenne chirurgicale (CMA) de Zabré.